# Rendezvous de las Montañas Rocosas

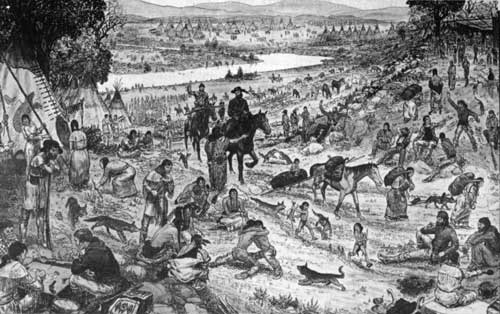
Encuentro anual de tramperos de las Montañas Rocosas. Boceto original en el Museo del Camino de Oregón.

El rendezvous de las Montañas Rocosas (en inglés: Rocky Mountain Rendezvous, una expresión usada en la jerga trampera que hacía uso literal la palabra francesa «rendezvous», 'encuentro') fue una cita que se celebraba anualmente (1825-1840) en distintos lugares de las Montañas Rocosas y que permitía el encuentro entre representantes de las compañías del comercio de pieles y tramperos y hombres de la montaña que vendían sus pieles y cueros y reponían sus suministros. Las grandes empresas de la piel organizaban juntas recuas de mulas que conducían fardos con suministros a un lugar preanunciado cada primavera-verano y allí establecían un comercio leal por las pieles al final de la temporada. Normalmente luego las compañías británicas enviaban lo adquirido a Fort Vancouver, en el noroeste del Pacífico, y las compañías estadounidenses a uno de los puertos septentrionales del río Misuri, como St. Joseph.
Esos rendezvous fueron muy conocidos porque fueron lugares animados y alegres, donde participaban tramperos, indios, mujeres indias de los tramperos y sus hijos, viajeros y, más tarde, incluso turistas que se aventuraban a partir incluso desde Europa para observar las festividades. James Beckwourth, uno de los asistentes, lo describió así:

(...) alegría, canciones, bailes, gritos, comercio, carreras, saltos, cantos, tiro al blanco, hilos, fiesta, con todo tipo de extravagancias que los hombres blancos o indios podían inventar.
Mirth, songs, dancing, shouting, trading, running, jumping, singing, racing, target-shooting, yarns, frolic, with all sorts of extravagances that white men or Indians could invent.
 James Beckwourth

## Origen
En julio de 1822 se aprobó en Estados Unidos una ley que prohibía la venta de alcohol a los indios. Antes de ello, el comercio de pieles se había basado en que los indios trampeaban y obtenían las pieles, que luego eran llevadas a los puestos de comercio en los que, cada vez con mayor frecuencia, los indios ingerían licor, tanto como un medio real de intercambio como con el fin de que fueran flexibles y pudiesen ser engañados fácilmente. El patrón estaba tan firmemente establecido que era difícil hacer negocios sin una fuente importante de alcohol.
El mayor Andrew Henry (c. 1775-1832) supuso que los tramperos indios y su red de puestos comerciales se volvían entonces innecesarios, y en su lugar recurrió a entrenar a jóvenes estadounidenses para que fuesen ellos los que trampeasen. Fundó en 1823 en San Luis (Misuri), con el general William H. Ashley (1778-1838), una compañía dedicada al comercio de pieles, la Rocky Mountain Fur Company, que fue conocida como los Cien de Ashley (Ashley's Hundred), ya que organizó su primero expedición con «cien jóvenes emprendedores... para ascender el río Misuri hasta su origen, donde serán empleados por uno, dos o tres años». Al año siguiente ya organizó un encuentro («rendezvous»), en la que se les proporcionarían suministros y se recogerían las pieles, encuentro que en general se celebraría una vez al año en lugares previamente convenidos.

### Localizaciones de los encuentros
- 1825  – McKinnon, Wyoming[2]
- 1826 –  Cache Valley, Utah, ya sea en la actual  Cove  o en la más meridional Hyrum – Jedediah Smith, David Edward Jackson y William Sublette compraron la compañía a su fundador Ashley.
- 1827 – Lago del Oso, cerca de la actual Laketown, Utah – conflictos y luchas con los indios pies negros durante el encuentro.
- 1828 – Lago del Oso, cerca de Laketown, Utah  – peleas con los pies negros.
- 1829 – Lander, Wyoming
- 1830 – Riverton, Wyoming – la compañía fue vendida a Jim Bridger, Thomas Fitzpatrick, Milton Sublette (el hermano de William), Henry Freab y Baptiste Gervais.
- 1831 – Cache Valley, Utah (como en 1826) – el apoyo llegó tarde, así que no hubo un verdadero rendezvous.
- 1832 – Pierre's Hole, Idaho.
- 1833 – Daniel, Wyoming.
- 1834 – Granger, Wyoming – Se disolvió la compañía peletera Rocky Mountain Fur Company y la American Fur Company se hizo cargo del suministro del rendezvous.
- 1835 – Daniel, Wyoming
- 1836 – Daniel, Wyoming
- 1837 – Daniel, Wyoming
- 1838 – Riverton, Wyoming
- 1839 – Daniel, Wyoming
- 1840 – Daniel, Wyoming

## Los rendezvous hoy
Los rendezvous todavía se celebran como reuniones de individuos o clubes afines en muchos ámbitos de la vida. La cita de los comerciantes de pieles se celebra organizada por clubes tradicionales de escopetas de pólvora en todos los EE. UU. y Canadá. Estas reuniones van desde pequeñas reuniones patrocinadas por clubes locales hasta grandes reuniones como el Pacific Primitive Rendezvous y otros. En estas reuniones se recrean muchas de las actividades de los rendezvous originales, centradas en torno a los disparos de mosquetones, armas comerciales y escopetas, el lanzamiento de cuchillos y hachas de guerra y tiro con arcos primitivos, así como cocina, baile, canto, narraciones de relatos de encuentros pasados. Los participantes en estos encuentros son tramperos, comerciantes, amas de casa, nativos americanos, hombres de la frontera, tramperos libres y muchos otros, incluyendo soldados.